# ذى صفراء (الرضمة)
محلة تابعة لقرية ذى ا العليا، التابعة لعزلة كحلان بمديرية الرضمة إحدى مديريات محافظة إب في الجمهورية اليمنية.، بلغ تعداد سكانها 73 حسب تعداد اليمن لعام 2004.